# Arvin (Califórnia)
Arvin é uma cidade localizada no estado americano da Califórnia, no Condado de Kern. Foi incorporada em 21 de dezembro de 1960.

## Geografia
De acordo com o United States Census Bureau, a cidade tem uma área de 12,5 km², onde todos os 12,5 km² estão cobertos por terra.

### Localidades na vizinhança
O diagrama seguinte representa as localidades num raio de 24 km ao redor de Arvin. 

## Demografia
Segundo o censo nacional de 2010, a sua população é de 19 304 habitantes e sua densidade populacional é de 1 546,33 hab/km². Possui 4 476 residências, que resulta em uma densidade de 358,55 residências/km².